# Fußball-Weltmeisterschaft 1970/Brasilien
Dieser Artikel behandelt die brasilianische Fußballnationalmannschaft bei der Fußball-Weltmeisterschaft 1970 in Mexiko.

## Qualifikation
Brasilien gewann die Zweite Südamerikanische Qualifikationsgruppe mühelos und qualifizierte sich für die WM in Mexiko. Gruppengegner waren Paraguay, Kolumbien und Venezuela.
| Rang | Land      | Tore | Punkte |
| ---- | --------- | ---- | ------ |
| 1    | Brasilien | 23:2 | 12:0   |
| 2    | Paraguay  | 6:5  | 8:4    |
| 3    | Kolumbien | 7:12 | 3:9    |
| 4    | Venezuela | 1:18 | 1:11   |

| 6. August 1969  | Bogotá         | Kolumbien | - | Brasilien | 0:2 (0:2) | Tostão (37.), (44.)                                                             |
| 10. August 1969 | Caracas        | Venezuela | - | Brasilien | 0:5 (0:0) | Tostão (3 Tore), Pelé (2 Tore)                                                  |
| 17. August 1969 | Asunción       | Paraguay  | - | Brasilien | 0:3 (0:0) | Edu (1 Tor), Jairzinho (1 Tor), Mendoza (1 Eigentor)                            |
| 21. August 1969 | Rio de Janeiro | Brasilien | - | Kolumbien | 6:2 (2:1) | Edu (1 Tor), Jairzinho (1 Tor), Pelé (1 Tor), Rivelino (1 Tor), Tostão (2 Tore) |
| 24. August 1969 | Rio de Janeiro | Brasilien | - | Venezuela | 6:0 (5:0) | Tostão (3.), (22.), (24.), Jairzinho (30.), Pelé (45.), (69.)                   |
| 31. August 1969 | Rio de Janeiro | Brasilien | - | Paraguay  | 1:0 (0:0) | Pelé (78.)                                                                      |

Tostão erzielte zehn der 23 brasilianischen Treffer in der Qualifikation, zudem trafen Pelé (sechs Tore), Jairzinho (drei Tore), Edu (zwei Tore), Rivelino (ein Tor) sowie der Paraguayer Mendoza per Eigentor.

## Brasilianisches Aufgebot
| Nr.               | Name             | Verein vor WM-Beginn      | Geburtstag | Spiele   | Tore     | Gelbe Karte | Rote Karte |
| Torhüter          | Torhüter         | Torhüter                  | Torhüter   | Torhüter | Torhüter | Torhüter    | Torhüter   |
| ----------------- | ---------------- | ------------------------- | ---------- | -------- | -------- | ----------- | ---------- |
| 1                 | Félix            | Fluminense Rio de Janeiro | 24.12.1937 | 6        | 0        | 0           | 0          |
| 12                | Ado              | Corinthians São Paulo     | 04.07.1946 | 0        | 0        | 0           | 0          |
| 22                | Émerson Leão     | Palmeiras São Paulo       | 11.07.1949 | 0        | 0        | 0           | 0          |
| Abwehrspieler     |                  |                           |            |          |          |             |            |
| 2                 | Brito            | Flamengo Rio de Janeiro   | 09.08.1939 | 6        | 0        | 0           | 0          |
| 3                 | Piazza           | Cruzeiro Belo Horizonte   | 25.02.1943 | 6        | 0        | 0           | 0          |
| 4                 | Carlos Alberto   | FC Santos                 | 17.07.1944 | 6        | 1        | 1           | 0          |
| 6                 | Marco Antônio    | Fluminense Rio de Janeiro | 06.02.1951 | 2        | 0        | 0           | 0          |
| 14                | José Baldocchi   | Palmeiras São Paulo       | 14.03.1946 | 0        | 0        | 0           | 0          |
| 15                | Fontana          | Cruzeiro Belo Horizonte   | 31.12.1940 | 2        | 0        | 0           | 0          |
| 16                | Everaldo         | Grêmio Porto Alegre       | 11.09.1944 | 5        | 0        | 0           | 0          |
| 21                | Zé Maria         | Portuguesa São Paulo      | 18.05.1949 | 0        | 0        | 0           | 0          |
| Mittelfeldspieler |                  |                           |            |          |          |             |            |
| 5                 | Clodoaldo        | FC Santos                 | 26.09.1949 | 6        | 1        | 0           | 0          |
| 8                 | Gérson           | FC São Paulo              | 11.01.1941 | 4        | 1        | 1           | 0          |
| 11                | Roberto Rivelino | Corinthians São Paulo     | 01.01.1946 | 5        | 3        | 0           | 0          |
| 17                | Joel Camargo     | FC Santos                 | 18.09.1946 | 0        | 0        | 0           | 0          |
| 18                | Paulo César      | Botafogo FR               | 16.06.1949 | 4        | 0        | 0           | 0          |
| Stürmer           |                  |                           |            |          |          |             |            |
| 7                 | Jairzinho        | Botafogo FR               | 25.12.1944 | 6        | 7        | 0           | 0          |
| 9                 | Tostão           | Cruzeiro Belo Horizonte   | 25.01.1947 | 6        | 2        | 1           | 0          |
| 10                | Pelé             | FC Santos                 | 23.10.1940 | 6        | 4        | 0           | 0          |
| 13                | Roberto          | Botafogo FR               | 31.07.1944 | 2        | 0        | 0           | 0          |
| 19                | Edu              | FC Santos                 | 06.08.1949 | 1        | 0        | 0           | 0          |
| 20                | Dario            | Atlético Mineiro          | 04.03.1946 | 0        | 0        | 0           | 0          |
| Trainer           |                  |                           |            |          |          |             |            |
|                   | Mário Zagallo    |                           | 09.08.1931 |          |          |             |            |

## Die Spiele Brasiliens bei der WM 1970
Nach der enttäuschenden Fußball-Weltmeisterschaft 1966 wurde Brasilien ausgerechnet mit Titelverteidiger England in eine Gruppe gelost. Die Spiele Brasiliens in der Gruppe 3:
| Rang | Land             | Tore | Punkte |
| ---- | ---------------- | ---- | ------ |
| 1    | Brasilien        | 8:3  | 6      |
| 2    | England          | 2:1  | 4      |
| 3    | Rumänien         | 4:5  | 2      |
| 4    | Tschechoslowakei | 2:7  | 0      |

- Brasilien – Tschechoslowakei 4:1 – Tore: 0:1 Petráš (11. Min.), 1:1 Rivelino (24. Min.), 2:1 Pelé (59. Min.), 3:1 Jairzinho (61. Min.), 4:1 Jairzinho (81. Min.)
- Brasilien – England 1:0 – Tor: Jairzinho (59. Min.)
- Brasilien – Rumänien 3:2 – Tore: 1:0 Pelé (19. Min.), 2:0 Jairzinho (22. Min.), 2:1 Dumitrache (34. Min.), 3:1 Pelé (67. Min.), 3:2 Dembrovszki (84. Min.)

Als Gruppenerster vor England qualifizierte sich Brasilien für das Viertelfinale:
- Viertelfinale: Brasilien – Peru 4:2 – Tore: 1:0 Rivelino (11. Min.), 2:0 Tostão (15. Min.), 2:1 Gallardo (28. Min.), 3:1 Tostão (52. Min.), 3:2 Cubillas (70. Min.), 4:2 Jairzinho (75. Min.)
- Halbfinale: Brasilien – Uruguay 3:1 – Tore: 0:1 Cubilla (19. Min.), 1:1 Clodaldo (44. Min.), 2:1 Jairzinho (76. Min.), 3:1 Rivelino (89. Min.)
- Finale: Brasilien – Italien 4:1 – Tore: 1:0 Pelé (18. Min.), 1:1 Boninsegna (37. Min.), 2:1 Gerson (66. Min.), 3:1 Jairzinho (71. Min.), 4:1 Carlos Alberto (86. Min.)

Brasilien wurde damit zum dritten Mal Weltmeister und durfte den Coupe Jules Rimet für immer behalten.